# St. Pankratius (Büderich)

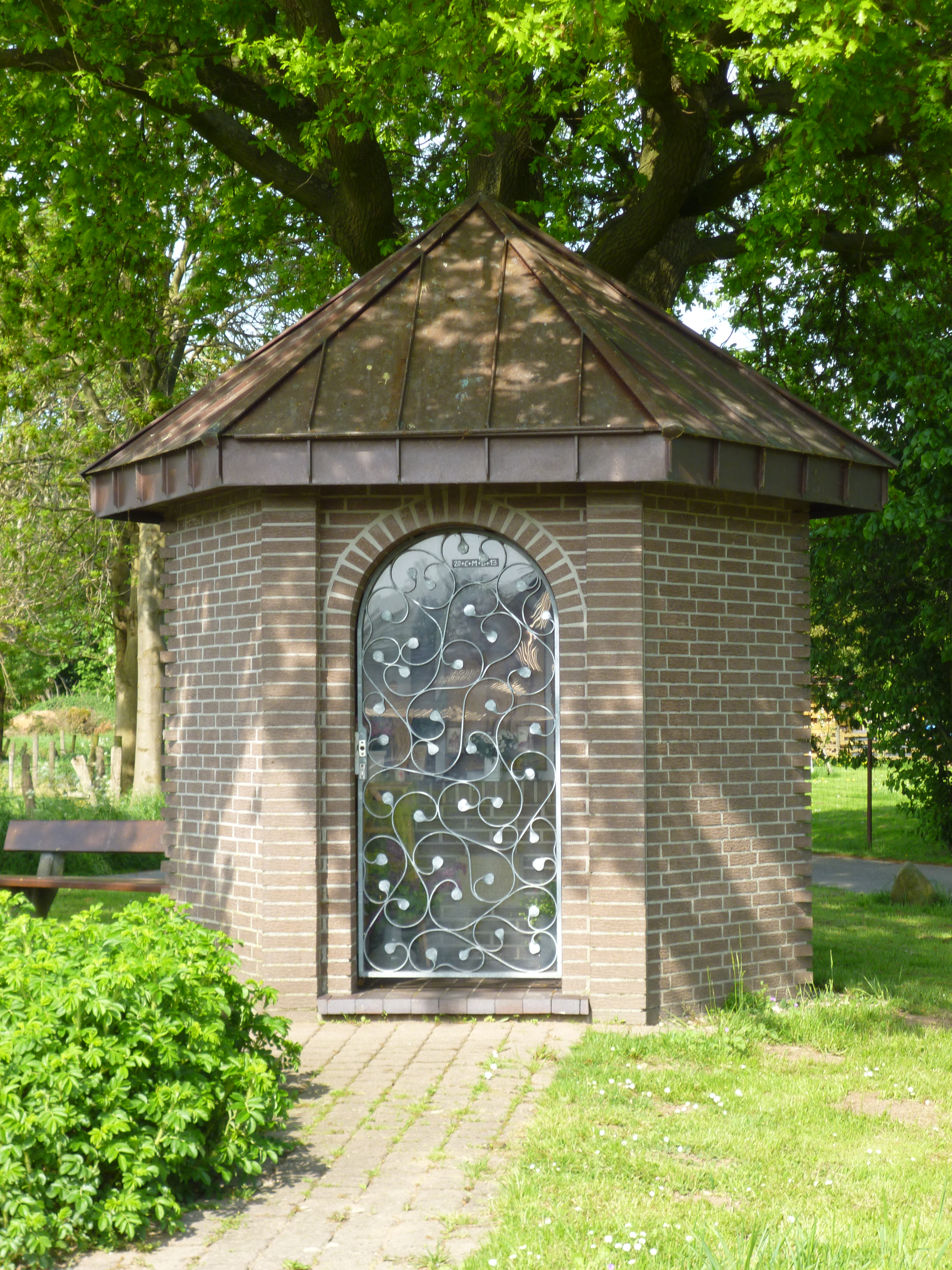
St.-Pankratius-Kapelle in Büderich-Gest

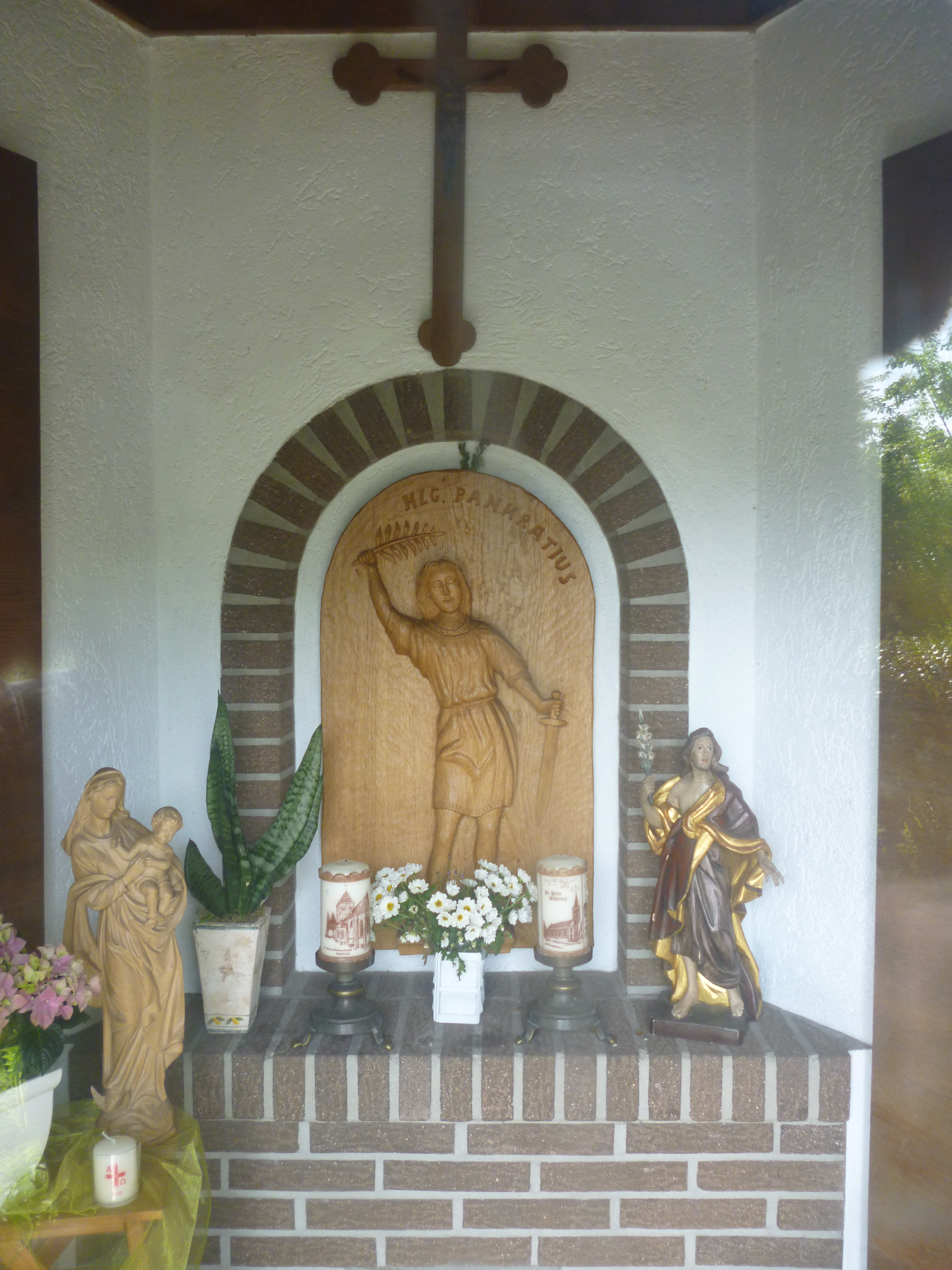
Innenraum mit St.-Pankratius-Relief

Die St.-Pankratius-Kapelle in der Büdericher Bauerschaft Gest wurde am 26. August 1989 eingeweiht.
Die Kapelle, die das Patrozinium des Heiligen Pankratius trägt, wurde im Bereich des Standortes des ehemaligen Klosters Mariengeist in Gest, Klosterstraße/Melkweg, von der St. Pankratius Schützenbruderschaft Gest errichtet. In Erinnerung an das ehemalige Pesthäuschen in Ginderich, das einige Jahrzehnte zuvor notwendigen Straßenbauarbeiten im Bereich Marienstraße/Schwanenhofstraße weichen musste, wurde ein sechseckiger Grundriss gewählt.
Am 25. Juli 1988 fand die Grundsteinlegung statt. Hinter dem Grundstein wurde eine Urkunde mit Zahlen und Fakten zum Bau der Kapelle eingemauert. Am 26. August 1989 segnete Präses Hermsen die Kapelle.
Im Mittelpunkt der Kapelle steht ein Relief des heiligen Pankratius. Im Innenraum angebrachte Holztafeln tragen die Namen der in den beiden Weltkriegen gefallenen bzw. vermissten Schützenbrüder.